# Generació
Per a altres significats, vegeu Generació (desambiguació).
| Generacions |
| --- |
| |
| Generació perduda Gran generació Generació silenciosa Baby boomers Generació X Generació Y Generació Z Generació Alfa |
| |

Una generació és un grup de persones en edats similars i altres característiques comunes. Poden ser "totes les persones que neixen i viuen al mateix temps, considerades en conjunt". També es pot descriure com "el període de mitjana, generalment entre 20 i ⁠30 anys, durant el qual els nens neixen i creixen, es fan adults i comencen a tenir fills". En la terminologia de parentiu, és un terme estructural que designa la relació pare-fill. Es coneix com a biogènesi, reproducció o procreació en les ciències biològiques.
La generació també s'utilitza sovint com a sinònim de cohort en ciències socials; sota aquesta formulació significa "persones dins d'una població delimitada que experimenten els mateixos esdeveniments significatius en un període determinat". Les generacions en aquest sentit de la cohort de naixement, també conegudes com a "generacions socials", són àmpliament utilitzades en la cultura popular i han estat la base per a l'anàlisi sociològica. Al segle xix es va iniciar una anàlisi seriosa de les generacions, que va sorgir d’una consciència creixent sobre la possibilitat d’un canvi social permanent i la idea de la rebel·lió juvenil contra l’ordre social establert. Alguns analistes creuen que una generació és una de les categories socials fonamentals d’una societat, mentre que d'altres consideren la seva importància com a eclipsada per altres factors, com ara la classe, el gènere, la raça i l'educació, entre d'altres.

## Etimologia
La paraula generar prové del llatí generāre, que significa "engendrar". La paraula generació com a grup o cohort en ciències socials significa tot el cos d’individus nascuts i que viuen al mateix temps, la majoria dels quals tenen aproximadament la mateixa edat i tenen idees, problemes i actituds similars (per exemple, generació beat i generació perduda).

## Tipus
El sentit més bàsic de la paraula generació és el d'engendrar nous individus, els quals viuen en una mateix espai de temps. Tota la descendència d'una persona, o parella o grup, rep el nom de generació Aquests nous individus estan en un mateix nivell en l'arbre geneològic de la família. Per exemple: els germans formen part d'una mateixa generació.
Per extensió, socialment la paraula generació també acaba significant un grup de població, determinat per uns marges d'edat comuns i que han viscut un circumstàncies socials, culturals, polítiques i econòmiques comunes en uns moments molt similars. Aquest conjunt de població posseeix uns elements psicològics col·lectius que li fan adoptar conductes determinades, o diferenciadores de les altres generacions o bé oposades.
Una generació comparteix en gran manera gustos, costums i una cultura similar. Durant el segle xx s'ha intentat dividir l'evolució sociològica en generacions, com la Generació perduda o la del baby-boom. Aquest concepte pot variar segons la zona, així, per exemple, les generacions franceses no coincideixen exactament amb les espanyoles per diferents esdeveniments històrics que van marcar cada territori.

### Generació familiar

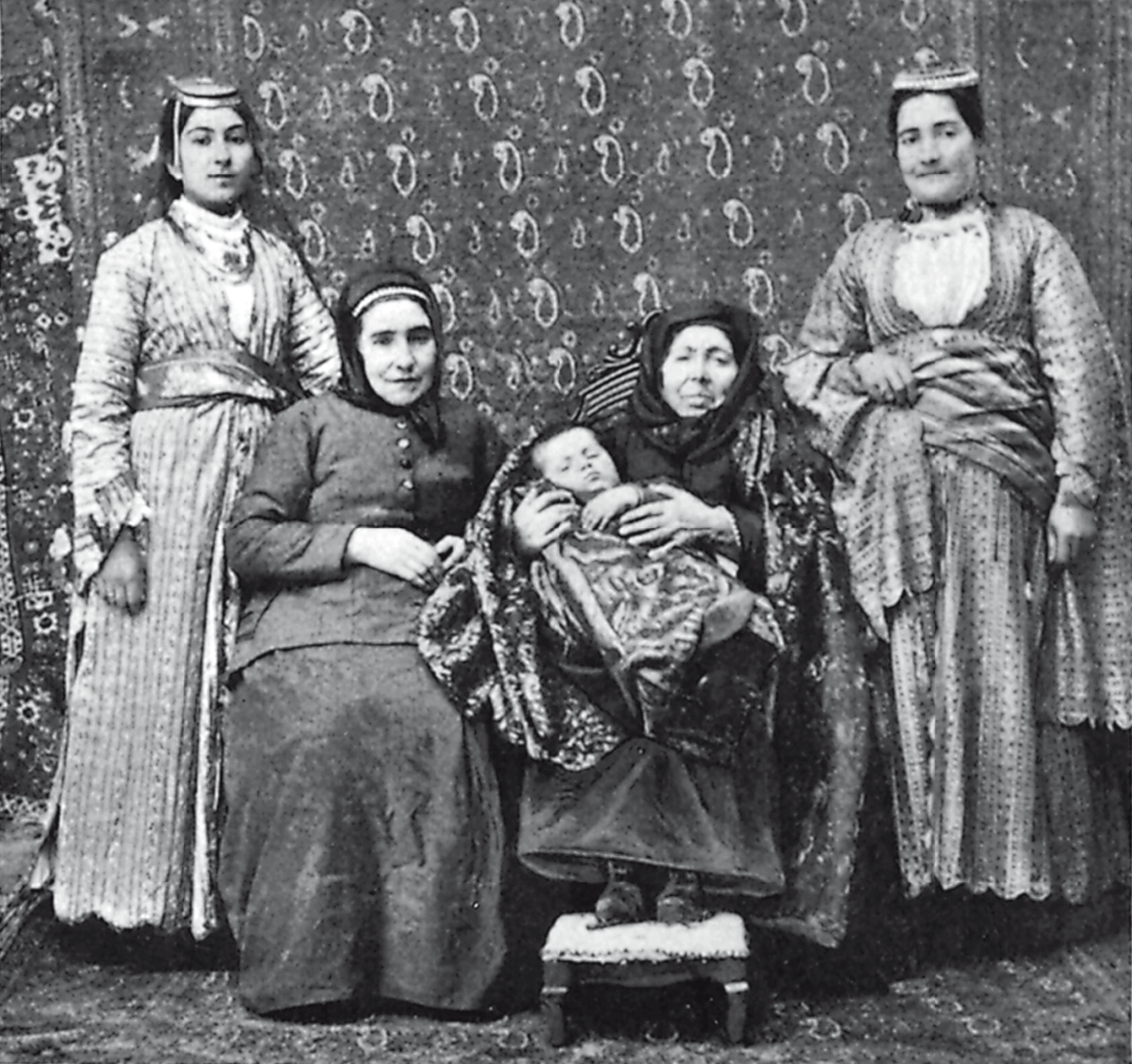
Cinc generacions d’una família armènia: un nen amb la seva mare, àvia, besàvia i besàvia. (fotografia d'un llibre publicat el 1901)

Una generació familiar és un grup d’éssers vius que constitueix un sol pas en la línia de descendència d’un avantpassat. A les nacions desenvolupades, la durada mitjana de la generació familiar és de vint anys i fins i tot arriba als 30 anys en algunes nacions. Factors com una major industrialització i la demanda de mà d’obra barata, la urbanització, el primer embaràs retardat i una major incertesa tant en els ingressos laborals com en l'estabilitat de les relacions han contribuït a l’augment de la durada de la generació des de finals del segle xviii fins a l’actualitat. Aquests canvis es poden atribuir a factors socials, com ara el PIB i la política estatal, la globalització, l'automatització i variables individuals, en particular el nivell educatiu de la dona. Per contra, a les nacions menys desenvolupades, la durada de la generació ha canviat poc i es manté en poc més de dues dècades.
Una fractura intergeneracional en la família nuclear, entre els pares i dos o més dels seus fills, és una de les diverses dinàmiques possibles d’una família disfuncional. Les coalicions en famílies són subsistemes dins de famílies amb límits més rígids i es creu que són un signe de disfunció familiar.

### Generació social
Les generacions socials són conjunts de persones nascudes en un mateix interval de dates i que comparteixen experiències culturals similars. La idea d’una generació social, en el sentit que s'utilitza avui en dia, va guanyar popularitat al segle XIX. Abans, el concepte "generació" s'havia referit generalment a les relacions familiars i no a les agrupacions socials més àmplies. El 1863, el lexicògraf francès Emile Littré havia definit una generació com "totes les persones que conviuen en la societat en un moment donat".:19
Diverses tendències van promoure una nova idea de generacions, a mesura que avançava el segle xix, d’una societat dividida en diferents categories de persones segons l'edat. Totes aquestes tendències estaven relacionades amb els processos de modernització, industrialització o occidentalització, que havien anat canviant la cara d'Europa des de mitjan segle xviii. Un va ser un canvi de mentalitat sobre el temps i el canvi social. La creixent prevalença d'idees de la il·lustració van fomentar la idea que la societat i la vida eren canviants i que la civilització podia progressar. Això va fomentar la identificació de la joventut amb la renovació i el canvi social. La retòrica política del segle xix es va centrar sovint en el poder renovador de la joventut influït per moviments com la Jove Itàlia, la Jove Alemanya, Sturm und Drang, el Moviment Juvenil Alemany i d'altres moviments inspirats en el Romanticisme. A finals del segle xix, els intel·lectuals europeus estaven disposats a pensar el món en termes generacionals, en termes de rebel·lió i emancipació dels joves.
Dos canvis importants en el canvi de mentalitat van ser el canvi en l'estructura econòmica de la societat. A causa del ràpid canvi social i econòmic, els homes joves estaven menys atesos pels seus pares i la família va perdre autoritat. Una major mobilitat econòmica i social els va permetre evitar la seva autoritat molt més del que tradicionalment havia estat possible. A més, les habilitats i saviesa dels pares sovint eren menys valuoses del que havien estat a causa del canvi tecnològic i social. Durant aquest temps, el període comprès entre la infància i l'edat adulta, que normalment passava a la universitat o al servei militar, també es va augmentar per a moltes persones que ingressaven en feines de coll blanc. Aquesta categoria de persones va influir molt en la difusió de les idees de renovació juvenil.
Un altre factor important va ser el desglossament de les identificacions socials i regionals tradicionals. La difusió del nacionalisme i molts dels factors que el van crear (premsa nacional, homogeneïtzació lingüística, educació pública, supressió de les particularitats locals) van fomentar un sentit més ampli de pertinença més enllà de les afiliacions locals. La gent es veia cada vegada més com a part d’una societat i això va fomentar la identificació amb grups més enllà del local. Auguste Comte va ser el primer filòsof que va intentar seriosament estudiar sistemàticament les generacions. A Cours de philosophie positive, Comte va suggerir que el canvi social està determinat pel canvi generacional i, en particular, pel conflicte entre generacions successives. A mesura que es fa més fort l'instint de conservació social d'una determinada generació, aquesta entra en conflicte inevitablement i necessària, entren en conflicte amb el que s'espera d'ells i apareix la innovació. Altres teòrics importants del segle xix van ser John Stuart Mill i Wilhelm Dilthey.
El sociòleg Karl Mannheim va ser una figura clau en l'estudi de les generacions. Va elaborar una teoria de les generacions en el seu assaig de 1923 El problema de les generacions. Va suggerir que hi havia hagut una divisió en dues escoles pel que fa a l'estudi de generacions fins aquell moment. En primer lloc, positivistes com Comte van mesurar el canvi social en els períodes de vida designats. Mannheim va argumentar que això reduïa la història a "una taula cronològica". L'altra escola, la "romàntica-històrica", estava representada per Dilthey i Martin Heidegger. Aquesta escola es va centrar en l'experiència qualitativa individual del context social. Mannheim va subratllar que la rapidesa del canvi social en la joventut era crucial per a la formació de generacions i que no totes les generacions arribarien a veure's diferents. En els períodes de ràpid canvi social, és més probable que una generació desenvolupi un caràcter cohesionat. També creia que podrien existir diverses subgeneracions diferents.
Segons Gilleard i Higgs, Mannheim va identificar tres aspectes comuns que una generació comparteix:
- Ubicació temporal compartida: lloc generacional o cohort de naixement
- Ubicació històrica compartida: generació com a actualitat o exposició a una era comuna
- Ubicació sociocultural compartida: consciència generacional o "entelèquia"

William Strauss i Neil Howe van desenvolupar la teoria generacional Strauss-Howe descrivint allò que veien com un patró de generacions que es repetien al llarg de la història nord-americana. Aquesta teoria va influir bastant i va tornar a generar un interès per la sociologia de les generacions. Això va conduir a la creació d’una indústria de consultoria, publicació i màrqueting en el camp. La teoria ha estat criticada alternativament per científics i periodistes socials que argumenten que no és falsificable, determinista i que no es recolza en proves rigoroses.

## Teoria generacional
Tot i que el concepte de generació té una llarga història i es pot trobar a la literatura antiga, també hi ha dimensions psicològiques i sociològiques en el sentit de pertinença i identitat que poden definir una generació. El concepte de generació es pot utilitzar per localitzar cohorts de naixement concretes en circumstàncies històriques i culturals específiques, com ara els "baby boomers".
L'historiador Hans Jaeger demostra que, durant aquesta llarga història, es van unir dues escoles de pensament sobre com es formen les generacions: la "hipòtesi del ritme de pols" i la "hipòtesi de l'empremta". Segons la hipòtesi del ritme de pols, tota la població d'una societat es pot dividir en una sèrie de cohorts no superposades, cadascuna de les quals desenvolupa una "personalitat entre iguals" única a causa del període en què cada cohort va arribar a la majoria d'edat. El moviment d’aquestes cohorts d’una etapa de vida a l’altra crea un cicle que es repeteix i conforma la història d’aquesta societat. Actualment, l'exemple més destacat de la teoria generacional del ritme de pols és la teoria generacional de Strauss-Howe; tanmateix, Jose Ortega y Gasset i Julián Marías ja havien fet aquest enfocament abans.
Els científics socials tendeixen a rebutjar la hipòtesi del pols perquè, com explica Jaeger, "els resultats concrets de la teoria del pols universal de la història són, per descomptat, molt modestos. Amb algunes excepcions, el mateix passa amb les teories parcials del ritme de pols. Com que generalment recopilen dades sense cap coneixement dels principis estadístics, els autors solen notar fins a quin punt la selva de noms i nombres que presenten no té cap organització convincent segons les generacions."
Els científics socials segueixen la "hipòtesi de l'empremta" de les generacions, que es pot remuntar a la teoria de les generacions de Karl Mannheim. Segons la hipòtesi de l'empremta, les generacions només són produïdes per esdeveniments històrics específics que fan que els joves percebin el món de manera diferent que els seus avantpassats. Per tant, no tothom pot formar part d’una generació; només aquells que comparteixin una experiència social i biogràfica única d'un moment històric important passaran a formar part d'una "generació com a realitat". Quan segueixen la hipòtesi de l'empremta, els científics socials s'enfronten a diversos desafiaments. No poden acceptar les etiquetes i els límits cronològics de les generacions que provenen de la hipòtesi del ritme de pols (com la generació X o el Millennial); en canvi, els límits cronològics de les generacions s'han de determinar de manera inductiva i s'ha de determinar qui forma part de la generació mitjançant una anàlisi històrica, quantitativa i qualitativa.
Tot i que totes les generacions tenen similituds, també hi ha diferències entre elles. Un informe del 2007 Pew Research Center anomenat "Millennials: Confident. Connectat. Open to Change" va assenyalar el repte d'estudiar generacions: "L'anàlisi generacional té un llarg i distingit lloc en les ciències socials, i donem suport als estudiosos que creuen que no només és possible, sinó que sovint és molt il·luminador, buscar allò únic i característiques distintives de qualsevol grup d’edat dels nord-americans. Però també sabem que això no és una ciència exacta. Som conscients que hi ha tantes diferències en actituds, valors, comportaments i estils de vida dins d’una generació com entre generacions. Però creiem que aquesta realitat no disminueix el valor de l’anàlisi generacional; només afegeix a la seva riquesa i complexitat." Un altre element de la teoria generacional és reconèixer com els joves experimenten la seva generació i com això canvia en funció de la seva residència al món. "Analitzar les experiències dels joves al seu lloc contribueix a una comprensió més profunda dels processos d'individualització, desigualtat i generació". Poder aprofundir en les cultures i subcultures juvenils en diferents moments i llocs afegeix un element addicional a la comprensió de la vida quotidiana dels joves. Això permet una millor comprensió de la joventut i de la manera com la generació i el lloc juguen en el seu desenvolupament.
No és on es dibuixen els límits de la cohort de naixement que és important, sinó com els individus i les societats interpreten els límits i com les divisions poden configurar els processos i els resultats. No obstant això, la pràctica de classificar les cohorts d’edat és útil per als investigadors amb la finalitat de construir fronteres en el seu treball.

## Mètode de les generacions
En les disciplines de la literatura, l'art i la història sovint s'ha utilitzat el concepte de generació, sumat a una data, per tal de classificar un grup d'individus més o menys de la mateixa edat i relacionats entre si els quals tenen algunes característiques comunes que els donen una identitat com a grup. Aquest mètode per donar nom a un col·lectiu s'anomena mètode de les generacions.
El primer que va intentar descriure i sistematitzar aquesta pràctica de classificació fou Julius Petersen quan el 1930 va escriure l'article Die literarischen Generationen (Les generacions literàries) dins de l'obra col·lectiva Philosophie der Literaturwissenschaft (Filosofia de la ciència literària) editada per E. Ermatinger. En aquest article Petersen citava vuit requisits generals per poder identificar una generació:
1. Coincidència dels naixements del grup en unes dates pròximes.
2. Una formació intel·lectual similar.
3. L'existència de relacions personals entre el grup.
4. Una participació en actes col·lectius.
5. L'existència d'un fort esdeveniment generacional que els hagi marcat d'alguna manera i els aglutini.
6. Que hi hagi un guia o líder del grup.
7. L'ús d'un llenguatge generacional propi.
8. I un cert rebuig vers la generació anterior a la seva pel seu anquilosament.

L'article tingué un impacte important entre els prohoms de la cultura catalana dels anys trenta del segle xx.
L'ús del mètode de les generacions ha de ser sempre flexible i general. Els errors més comuns són els de prejutjar pensaments o conductes en un individu pel fet de pertànyer o haver estat classificat en una generació determinada i el de considerar que les generacions són cícliques:
| «                                                                           | Les generacions existeixen, tant se val si són literàries com polítiques o d'una altra mena. I el debatut mètode històric de les generacions pot ésser, amb mesura, un instrument viable per a definir i explorar l'abast i la significació de qualsevol generació. Això no obstant, fóra errat i contraproduent de servir-se del mètode d'una manera rígida i tinguda per infal·lible. [sic] D'altra banda, em penso que ja no són gaires els qui gosen objectar seriosament el valor del mètode, almenys com a hipòtesi de treball, brillant, útil i sovint esclaridora. Cal evitar sobretot la "temptació cíclica": la idea d'uns intervals regulars i automàtics dins els quals s'escauen les generacions. Articular una generació amb l'anterior o amb la següent; adscriure en runa o en l'altra aquelles figures que tant poden ésser els epígons de runa com els iniciadors de l'altra; situar en el lloc que els pertoca els qui han arribat, tocatardans, al clos de la literatura... aquests són els interrogants problemàtics que exigeixen una cautela amatent a l'hora de fixar els límits, els noms, la intenció i el gruix d'una generació. I la teoria serà en general més brillant que el resultat o potser algú ens refutarà la proposició que ens semblava més segura del sil·logisme generacional. Una dosi racional d'humilitat intel·lectual i de relativisme mai no vindrà doncs d'escreix quan ens llancem en alguna aventura armats amb aquesta atractiva hipòtesi de treball que és el mètode de les generacions. | » |
| — Albert Manent, a "Esquema i balanç d'una generació literària: la de 1951" | |   |

## Tensió generacional
Norman Ryder, que va escriure a American Sociological Review el 1965, va impulsar la sociologia de la discòrdia entre generacions en suggerir que la societat "persisteix malgrat la mortalitat dels seus membres individuals, a través de processos de metabolisme demogràfic i particularment de la infusió anual de cohorts de naixement". Va argumentar que les generacions de vegades poden ser una "amenaça per a l'estabilitat", però al mateix temps representen "l'oportunitat de transformació social". Ryder va intentar entendre la dinàmica jugant entre generacions.
Amanda Grenier, en un assaig del 2007 publicat al Journal of Social Issues, va oferir una altra font d’explicació de per què existeixen tensions generacionals. Grenier va afirmar que les generacions desenvolupen els seus propis models lingüístics que contribueixen a la incomprensió entre cohorts d’edat, "existeixen diferents maneres de parlar exercides per persones grans i joves, i poden explicar-se parcialment per punts de referència històrics socials, experiències determinades culturalment i interpretacions individuals".
Karl Mannheim, en el seu llibre Assaigs sobre sociologia del coneixement de 1952, afirmava la creença que les persones es conformen a través d’experiències viscudes com a resultat d’un canvi social. Howe i Strauss també han escrit sobre les similituds de les persones d'una generació atribuïdes al canvi social. A partir de la forma en què aquestes experiències viscudes configuren una generació pel que fa als valors, el resultat és que la nova generació desafiarà els valors de la generació més antiga, resultant en tensió. Aquest repte entre generacions i la tensió que sorgeix és un punt determinant per entendre les generacions i el que les separa.

## Llista de generacions amb nom
El món occidental inclou Europa occidental, les Amèriques i Australàsia. Poden existir moltes variacions dins d’aquestes regions, tant geogràficament com culturalment, cosa que significa que la llista és molt general. La caracterització contemporània d’aquestes cohorts es basa parcialment en la teoria generacional Strauss – Howe i segueix generalment la lògica de la hipòtesi del ritme de pols.
- La Generació perduda, també coneguda com la "generació de 1914" a Europa,[37] és un terme originari de Gertrude Stein per descriure els que van lluitar a la Primera Guerra Mundial. La generació perduda es defineix com la cohort nascuda del 1883 al 1900 que va arribar a la majoria d’edat durant la Primera Guerra Mundial i els anys vint.[38]
- La Gran generació o "generació GI",[39] inclou els veterans que van lluitar a la Segona Guerra Mundial. Van néixer del 1901 al 1927.[40] La generació Interbellum van arribar a la majoria d'edat durant els anys vint, mentre que els IG més joves van arribar a la majoria d'edat durant la Gran Depressió i la Segona Guerra Mundial. El terme s'utilitza sobretot als Estats Units.[41]
- La generació silenciosa és la cohort que va arribar a la majoria d’edat a l’època posterior a la Segona Guerra Mundial. Van néixer del 1928 al 1945.[42][43]
- Els baby boomers, també coneguts com la generació EM, són les persones nascudes després de la Segona Guerra Mundial del 1946 al 1964. Es va observar un augment de la natalitat durant el baby boom de la segona guerra mundial, cosa que els va convertir en una cohort demogràfica relativament gran.[44][45][46]
- La generació X és la cohort que segueix els baby boomers. La generació es defineix generalment com a persones nascudes entre 1965 i 1980.[47] El terme també s'ha utilitzat en diferents èpoques i llocs per a diverses subcultures o contracultures diferents des dels anys cinquanta.[48]
- La Generació Y, també coneguts com els Millenials[49] són la generació següent a la generació X que va créixer al final del tercer mil·lenni. És àmpliament acceptat que pertanyen a aquesta generació les persones nascudes entre el 1981 i el 1996.[50]
- La Generació Z, també coneguda com Zoomers,[51] és la gent que succeeix als Millennials. Normalment, els investigadors i els mitjans de comunicació apunten que són nascuts entre la meitat de la dècada de 1990 i principis de la dècada de 2010. El Pew Research Center especifica els anys 1997 a 2012.[52]
- La Generació Alfa succeeix a la generació Z. Els investigadors i els mitjans de comunicació situen el naixement d'aquesta generació entre els primers anys de la dècada del 2010 i mitjans de la dècada del 2020. La generació Alfa és la primera que neix completament al segle xxi.[53] A partir del 2015, hi havia uns dos milions i mig de persones nascudes cada setmana a tot el món, i s'espera que el Gen Alpha arribi als dos mil milions el 2025.[54]